# Hadwiga Schörner
Hadwiga Maria Natalie Schörner (geb. Meschederu; * 6. August 1965 in Kempten) ist eine deutsche Klassische Archäologin.

## Leben
Hadwiga Schörner legte 1984 ihr Abitur am Franz-Ludwig-Gymnasium Bamberg ab und begann nach einem Berufsgrundschuljahr Holztechnik mit der Ausbildung zur staatlich geprüften Zahnarzthelferin, die sie 1988 abschloss. Noch im selben Jahr begann sie an der Universität Bamberg ein Studium der Fächer Deutsch und Geschichte für das Lehramt. 1994 beendete sie das Studium mit dem Ersten Staatsexamen. Noch 1991 begann sie ein Zweitstudium an der Bamberger Universität für die Fächer Klassische Archäologie, Alte Geschichte, Vor- und Frühgeschichte sowie Mittelalterliche Geschichte. Später wechselte sie an die Universität Jena, wo sie 1996 das Studium abschloss. Direkt daran schloss sich in Jena ein Promotionsstudium an. Im November 2000 reichte Schörner ihre Dissertationsschrift ΕΝΤΑΦΗ ΚΑΤΑ ΠΟΛΙΝ. Untersuchungen zum Phänomen der intraurbanen Bestattungen bei den Griechen ein. Im November 2001 wurde die Promotion abgeschlossen. Von 1996 bis 2009 führte sie durch die Sammlung der Jenaer Universität. Von 2004 bis 2010 war sie auch Vorsitzende des Freundeskreises der Antikensammlungen der Friedrich-Schiller-Universität und der Klassischen Archäologie in Jena, „Thiasos“. 
Von 2002 bis 2006 war Schörner wissenschaftliche Mitarbeiterin der Kommission für das Corpus Vasorum Antiquorum der Bayerischen Akademie der Wissenschaften. Hier bearbeitete sie einen Teil der Vasensammlung der Antikensammlungen der Universität Jena für den ersten Jenaer Band des Corpus Vasorum Antiquorum Deutschland, der 2011 erschien. Im Sommersemester 2007 vertrat sie in der Übergangszeit von der in den Ruhestand gegangenen Kuratorin der Sammlung, Verena Paul-Zinserling, auf ihren Nachfolger Dennis Graen die Kuratorenstelle der Sammlung. Für die Ausstellung „Ex Oriente Lux“ im Museum der Westlausitz in Kamenz bearbeitete sie 2010 fünfzig Objekte aus den Bereichen Vasen, Öllampen, Glasgefäße, Terrakotten und Steinskulptur. 
Nachdem ihr Mann Günther Schörner auf die Professur für Klassische Archäologie an die Universität Wien berufen worden war, verlegte sich auch Hadwiga Schörners Lebens- und Arbeitsmittelpunkt nach Wien, wo sie wieder Universitätslektorin wurde. Seit 2012 hatte sie verschiedene Werkverträge des Fonds zur Förderung der wissenschaftlichen Forschung und der Universität Wien inne, darunter 2012 für die wissenschaftliche Redaktion des Bandes Graz 1 des Corpus Vasorum Antiquorum Österreich, 2014 die Endredaktion des Tagungsbandes Das Eigene und das Fremde sowie zur chronologischen und funktionalen Einordnung der Surveyfunde aus dem Suburbium von Metropolis. Zwischen 2015 und 2017 arbeitete sie am Lise-Meitner-Projekt „Brüche, Neuorientierung, Kontinuität: das Fach ‚Klassische Archäologie’ an der Universität Wien von 1898 bis 1951“. 2016/17 kuratierte sie im Zusammenhang mit diesem Projekt die Ausstellung Von Emanuel Stöckler bis Graf Lanckoronski: Die Stifterinnen und Stifter der Archäologischen Sammlung der Universität Wien. Ein weiterer Werkvertrag im Jahr 2018 war zur wissenschaftlichen Aufnahme und Bestimmung der während der Surveys 2014 bis 2017 gefundenen Keramik aus dem Orme- und Pesa-Tal, 2019 folgte ein Werkvertrag zur Bestimmung, Kategorisierung, Funktionszuschreibung und Datierung von etrusko-archaischen Gefäßen auf Basis von Profilzeichnungen der Grabung in Molino San Vincenzo. Zudem kuratierte sie 2019 die Ausstellung 1869–2019. 150 Jahre Klassische Archäologie an der Universität Wien. Seit 2021 ist sie im Rahmen eines FWF-Projektes wissenschaftliche Mitarbeiterin am Österreichischen Archäologischen Institut der Österreichischen Akademie der Wissenschaften, Abteilung Altertumswissenschaften, zur Bearbeitung griechischer und etruskischer Vasen der Archäologischen Sammlung sowie der Studiensammlung des Instituts für Urgeschichte und Historische Archäologie der Universität Wien.
Schörner nahm von 2005 bis 2011 an Ausgrabungen sowie der Materialaufnahme der Universität Jena auf der Gemarkung „Il Monte“ bei San Gimignano in der Toskana teil, insbesondere war sie für die Bearbeitung der Dolia und der Transportamphoren zuständig. 2011 wirkte sie bei einem Survey der Universität Erlangen auf dem Kastellvicus Theilenhofen mit. Von 2012 bis 2019 nahm sie an der Ausgrabung und dem Survey der Universität Wien auf der Gemarkung Mulino San Vincenzo in Montespertoli teil. Zudem bearbeitete sie von 2012 bis 2015 die Funde des Surveys der Universität Erlangen aus dem Jahr in Metropolis in Ionien sowie von 2014 bis 2018 der Universität Wien im Stadtrandgebiet von Ephesos.

## Publikationen (Auswahl)
- Sepulturae graecae intra urbem. Untersuchungen zum Phänomen der intraurbanen Bestattungen bei den Griechen. (= Boreas. Beihefte, Band 9). Bibliopolis, Möhnesee 2007, ISBN 978-3-933925-86-2.
- Das Grabmal Carl Wilhelm Goettlings auf dem Jenaer Johannisfriedhof und seine historischen Vorbilder. (= Jahresgabe des Vereins Thiasos e. V. Freundeskreis der Antikensammlungen der Friedrich-Schiller-Universität und der Klassischen Archäologie in Jena. 2010), GGP media on demand, Pößneck 2010.
- Corpus Vasorum Antiquorum Deutschland. Band 90. Jena, Band 1. C. H. Beck, München 2011, ISBN 978-3-406-62560-2.